# Hans Peter Christian Møller
Hans Peter Christian Møller (* 2. November 1810 in Helsingør; † 18. Oktober 1845 in Rom) war ein dänischer Malakologe und kommissarischer Inspektor in Grönland.

## Leben

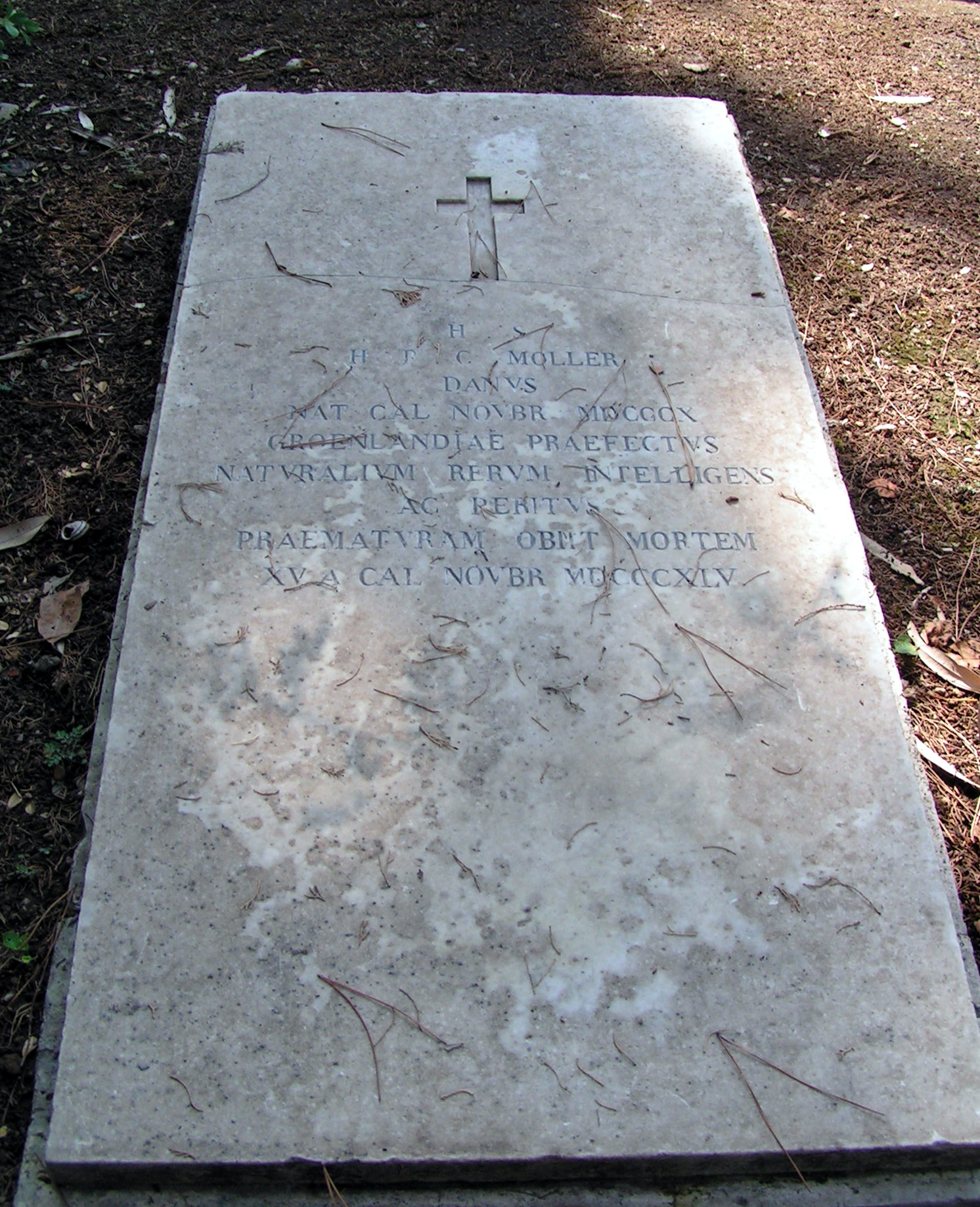
Hans Peter Christian Møllers Grabplatte

Hans Peter Christian Møller war der Sohn des Oberchirurgen Joachim Otto Møller und seiner Frau Anna Maria Elisabeth Roholdt. Er erhielt Privatunterricht und studierte anschließend von 1830 bis 1837 Theologie. Er war im Königlichen Leibkorps, einer Studentenkompanie tätig, die er mit seinem Universitätsabschluss im Range eines Leutnants verließ. Zwischen 1838 und 1840 unternahm er mehrere naturwissenschaftliche und archäologische Forschungsreisen im Kolonialdistrikt Godthaab. In Verbindung damit verfasste er 1842 das Werk Index Molluscorum Grönlandiae, das alle Weichtiere Grönlands aufzählt, sowie einige andere kleinere Abhandlungen zum selben Fachgebiet.
Am 5. April 1843 wurde er kommissarisch als Inspektor von Nordgrönland eingesetzt, nachdem Ludvig Fasting zurückgetreten war. Am 18. Oktober 1843 befand er sich auf einer Reise, als sein Schiff etwa 20 km nordwestlich von Qeqertarsuaq in einen Sturm geriet und sank. Alle an Bord konnten sich an Land retten, woraufhin Møller mit einem Begleiter zu Fuß nach Qeqertarsuaq lief, um Hilfe zu holen. Infolgedessen erkrankte er und musste den ganzen Winter über das Bett hüten. Anschließend ließ er sich aus gesundheitlichen Gründen beurlauben und reiste nach Europa. Während einer Kurreise starb er 1845 in Rom im Alter von nur 34 Jahren.
Hans Peter Christian Møller war unverheiratet. Seine Schwester Sophie Agnes (1820–1902) heiratete kurz nach seinem Tod den neuernannten Inspektor Christian Søren Marcus Olrik (1815–1870). Nach ihrem Tod heiratete er in zweiter Ehe die Schwester Margrethe Elisabeth (1812–1902). Møller liegt auf dem Cimitero Acattolico in Rom begraben, wo in seine Grabplatte folgendes eingraviert ist:

„H S
H P C MOLLER
DANVS
NAT CAL NOVBR MDCCCX
GROENLANDIAE PRAEFECTVS
NATVRALIVM RERVM INTELLIGENS
AC RERITUS
PRAEMATVRAM OBMT MORTEM
XV A CAL NOVBR MDCCCXLV“